# Lamine Gassama
Lamine Gassama (Marseille, 20 oktober 1989) is een Senegalees-Frans voetballer die bij voorkeur als  rechtsback speelt. Hij verruilde in 2012 Olympique Lyon voor Lorient.

## Clubcarrière
Gassama speelde in de jeugd bij Nouvelle Vague Jeunes, Pennes Mirabeau, Martigues, Aubagne en Olympique Lyon. In 2008 werd hij bij het eerste elftal gehaald. Op 2 september 2008 tekende hij zijn profcontract. Hij debuteerde op 29 oktober 2008 tegen Sochaux. In dezelfde periode debuteerde hij in de UEFA Champions League tegen Bayern München. In totaal speelde hij 17 competitiewedstrijden voor Lyon. Op 26 januari 2012 verliet hij Lyon als transfervrije speler voor  Lorient.

## Interlandcarrière
Gassama speelde in 2008 drie wedstrijden voor Frankrijk -21. In mei 2011 werd bekend dat hij voor Senegal zou uitkomen. Hij debuteerde op 10 augustus 2011 tegen Marokko. Gassama vertegenwoordigde Senegal bij het wereldkampioenschap 2018 in Rusland, waar de Afrikanen waren ingedeeld in groep H, samen met Polen, Colombia en Japan. Na een 2–1 zege op Polen, dankzij de winnende treffer van M'Baye Niang, speelde de West-Afrikaanse ploeg met 2–2 gelijk tegen Japan, waarna in de slotwedstrijd op 28 juni met 1–0 verloren werd van groepswinnaar Colombia. De selectie van bondscoach Aliou Cissé eindigde in punten en doelpunten exact gelijk met nummer twee Japan, maar moest desondanks naar huis: Senegal werd het eerste land dat op basis van de Fair Play-regels werd uitgeschakeld, omdat de ploeg iets meer gele kaarten kreeg dan Japan. Mede daardoor beleefde het Afrikaanse continent de slechtste WK sinds 1982. Gassama speelde mee in een van de drie WK-duels.